# اسئوسا دسالو
اسئوسا دسالو (انگلیسی: Eseosa Desalu؛ زادهٔ ۱۹ فوریهٔ ۱۹۹۴) دونده نیجریه‌تبار اهل ایتالیا است.